# Ponikve (Bakar)
Pour les articles homonymes, voir Ponikve.
Ponikve est une localité de Croatie située dans la municipalité de Bakar, dans le comitat de Primorje-Gorski Kotar. En 2001, la localité comptait 58 habitants.

## Démographie
| 1948 | 1953 | 1961 | 1971 | 1981 | 1991 | 2001 |
| ---- | ---- | ---- | ---- | ---- | ---- | ---- |
| 76   | 94   | 78   | 69   | 59   | 56   | 58   |